# Tolapa, Tehuipango
Tolapa är en ort i Mexiko.   Den ligger i kommunen Tehuipango och delstaten Veracruz, i den sydöstra delen av landet, 250 km öster om huvudstaden Mexico City. Tolapa ligger 1 571 meter över havet och antalet invånare är 213.
Terrängen runt Tolapa är bergig åt nordost, men åt sydväst är den kuperad. Runt Tolapa är det ganska tätbefolkat, med 144 invånare per kvadratkilometer. Närmaste större samhälle är Zongolica, 13,5 km norr om Tolapa. I omgivningarna runt Tolapa växer i huvudsak städsegrön lövskog.